# Distretto di Schwerin
Il distretto di Schwerin (Bezirk Schwerin) era uno dei 14 distretti in cui era divisa la Repubblica Democratica Tedesca, esistito dal 1952 al 1990.
Capoluogo era la città di Schwerin.

## Storia
Il distretto di Schwerin fu istituito il 25 luglio 1952 nell'ambito della nuova suddivisione amministrativa della Repubblica Democratica Tedesca (i nuovi distretti sostituivano gli stati federati).
Il distretto fu ricavato dalla parte occidentale dello stato del Meclemburgo.

## Suddivisione amministrativa
Il distretto di Schwerin comprendeva 1 circondario urbano (Stadtkreis) e 10 circondari rurali (Landkreise):
- Circondari urbani:
  - Schwerin

- Circondari rurali:
  - Bützow
  - Gadebusch
  - Güstrow
  - Hagenow
  - Ludwigslust
  - Lübz
  - Parchim
  - Perleberg
  - Schwerin-Land
  - Sternberg